# Contradictio in adjecto
Contradictio in adiecto betekent letterlijk: ‘een tegenstrijdigheid in het bijgevoegde’ in het Latijn. Het verschilt van een "tegenstrijdigheid in termen", die verwijst naar twee tegenstrijdige woorden die onmogelijk te achten zijn, zoals o.a. "koude hitte". Het is 'het kenmerk dat door het bijvoeglijk naamwoord wordt aangeduid, maar in tegenstelling staat tot het zelfstandig naamwoord'.
Het is echter geen grammaticale fout om zulke combinaties te gebruiken. Sommigen zijn zelfs ingeburgerd in het Nederlands, zoals 'het plastic wijnglas en de vegetarische schnitzel'.
literaire voorbeelden
- De ondragelijke lichtheid van het bestaan[3]
- en weinig wil hij meer
dan waken aan zijn vierkant cirkelvormig doodsbed[4]